# 王太宏
王太宏。教授，主要从事微电子学与固体电子学等方面的研究。入选中华人民共和国教育部第七批"长江学者"特聘教授，获国务院政府特殊津贴。曾就读于湖北大学、中国科学院研究研究生院。